# Leiodytes lanyuensis
Leiodytes lanyuensis is een keversoort uit de familie waterroofkevers (Dytiscidae). De wetenschappelijke naam van de soort is voor het eerst geldig gepubliceerd in 1998 door Wang, Satô & P.-S.Yang.